# O Retrato de Dorian Gray
O Retrato de Dorian Gray (em inglês:  The Picture of Dorian Gray) é um romance filosófico do escritor e dramaturgo Oscar Wilde. Publicado pela primeira vez como uma história periódica em julho de 1890 na revista mensal Lippincott's Monthly Magazine, os editores temiam que a história fosse indecente, e sem o conhecimento de Wilde, suprimiram cinco centenas de palavras antes da publicação. Apesar da censura, O Retrato de Dorian Gray ofendeu a sensibilidade moral dos críticos literários britânicos, alguns dos quais disseram que Oscar Wilde merecia ser acusado de violar as leis que protegiam a moralidade pública. Em resposta, Wilde defendeu agressivamente seu romance e arte em correspondência com a imprensa britânica.
Wilde revisou e ampliou a edição de revista de O Retrato de Dorian Gray (1890) para uma publicação como um romance; a edição do livro (1891) que contou com um prefácio aforístico — uma apologia sobre a arte do romance e do leitor. O conteúdo, estilo e apresentação do prefácio tornaram-se famosos em seu próprio direito literário, como crítica social e cultural. Em abril de 1891, a casa editorial Ward, Lock and Company publicou a versão revisada de O Retrato de Dorian Gray.
O único romance escrito por Wilde, O Retrato de Dorian Gray existe em duas versões, a edição de revista de 1890 e a edição do livro de 1891, da história que ele havia submetido para a publicação periódica na revista mensal Lippincott's Monthly Magazine. Conforme a literatura do século XIX, O Retrato de Dorian Gray é um exemplo de literatura gótica com fortes temas interpretados a partir do lendário Fausto.
Dorian Gray é o tema de um retrato de corpo inteiro de Basil Hallward, um artista que está impressionado e encantado com a beleza de Dorian; ele acredita que a beleza de Dorian é responsável pela nova modalidade em sua arte como pintor. Através de Basil, Dorian conhece Lord Henry Wotton, e ele logo se encanta com a visão de mundo hedonista do aristocrata: que a beleza e a satisfação sensual são as únicas coisas que valem a pena perseguir na vida. Entendendo que sua beleza irá um dia desaparecer, Dorian expressa o desejo de vender sua alma, para garantir que o retrato, em vez dele, envelheça e desapareça. O desejo é concedido, e Dorian persegue uma vida libertina de experiências variadas e amorais; enquanto isso seu retrato envelhece e registra todas as coisas ruins que corrompem ele na alma.

## Origens

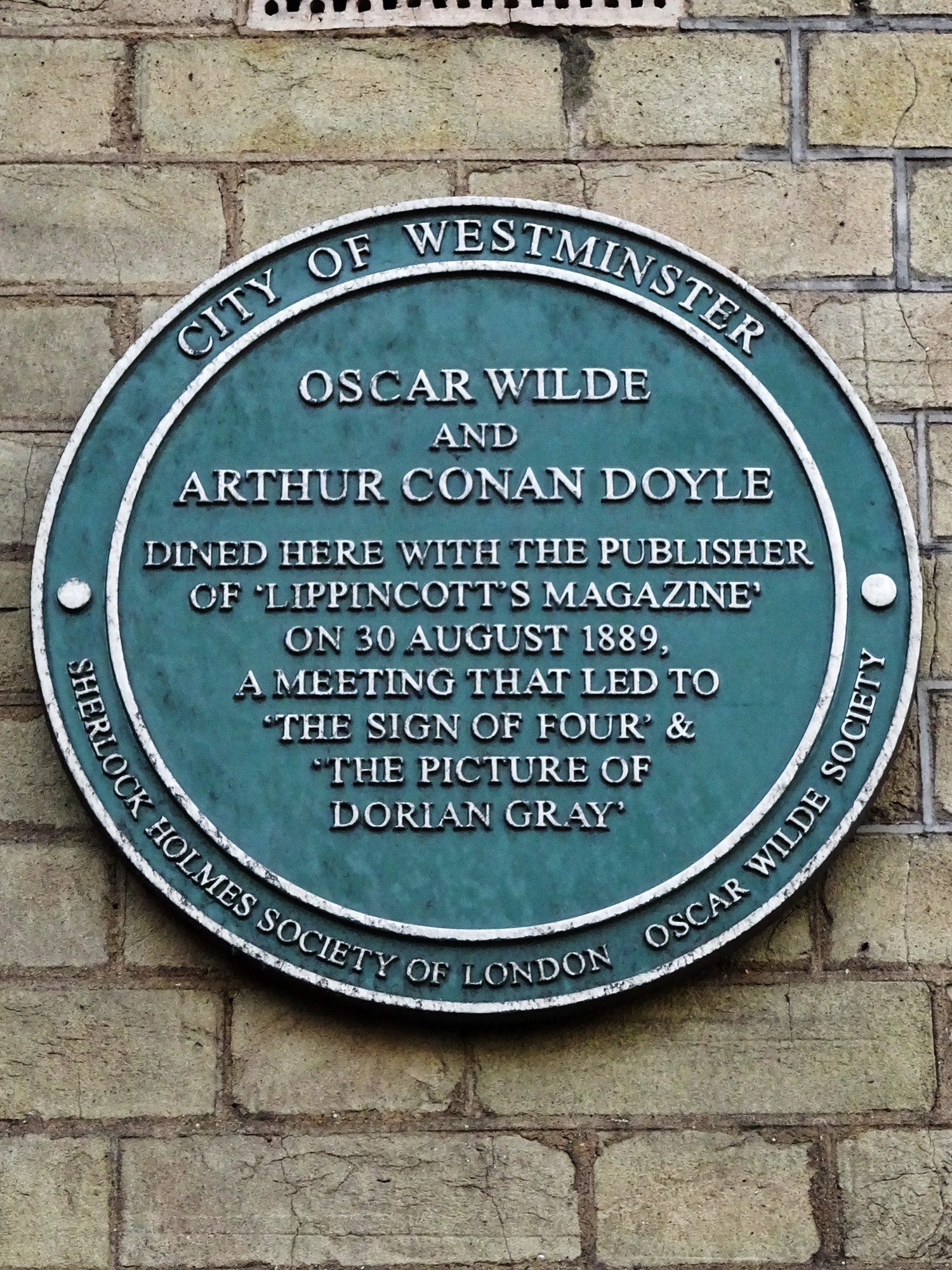
Placa comemorando o jantar entre Wilde, Doyle e o editor em 30 de agosto de 1889 em 1 Portland Place, Regent Street, Londres

Em 1882, Oscar Wilde conheceu Frances Richards em Ottawa, onde visitou seus estúdios. Em 1887, Richards mudou-se para Londres, onde renovou seu conhecimento com Wilde e pintou seu retrato. Wilde descreveu esse incidente como sendo a inspiração para o romance:

Em dezembro de 1887, dei uma sessão para uma artista canadense que estava hospedada com alguns amigos meus e dela em South Kensington. Quando a sessão terminou, e eu olhei para o retrato, eu disse brincando, 'Que coisa trágica é essa. Este retrato nunca envelhecerá e eu envelhecerei. Se fosse o contrário!' No momento em que eu disse isso, ocorreu-me que enredo excelente a ideia daria para uma história. O resultado é 'Dorian Gray.'
Em 1889, J. M. Stoddart, editor da Lippincott's Monthly Magazine, estava em Londres para solicitar novelas para publicar na revista. Em 30 de agosto de 1889, Stoddart jantou com Oscar Wilde, Sir Arthur Conan Doyle e T. P. Gill no Langham Hotel, e encomendou novelas de cada escritor. Doyle prontamente enviou The Sign of the Four, que foi publicado na edição de fevereiro de 1890 de Lippincott's, mas Stoddart não recebeu o manuscrito de Wilde para The Picture of Dorian Gray até 7 de abril de 1890, sete meses depois de ter encomendado o romance dele.
Em julho de 1889, Wilde publicou "The Portrait of Mr. W. H.", uma história muito diferente, mas que tem um título semelhante para The Picture of Dorian Gray e foi descrita como "um esboço preliminar de alguns de seus principais temas", incluindo homossexualidade.

## Publicação e versões

### Novela de 1890
Os méritos literários de The Picture of Dorian Gray impressionaram Stoddart, mas ele disse ao editor, George Lippincott, "em sua condição atual, há uma série de coisas que uma mulher inocente faria uma exceção". Temendo que a história fosse indecente, Stoddart apagou cerca de quinhentas palavras sem o conhecimento de Wilde antes da publicação. Entre as exclusões pré-publicação estavam: (I) passagens alusivas para a homossexualidade e para o desejo homossexual; (II) todas as referências para o título do livro de ficção Le Secret de Raoul e sua autora, Catulle Sarrazin; e (III) todas as referências de "amante" para as amantes de Gray, Sibyl Vane e Hetty Merton.
Foi publicado na íntegra como as primeiras 100 páginas em ambas as edições americana e britânica da edição de julho de 1890, impressa pela primeira vez em 20 de junho de 1890. Mais tarde naquele ano, a editora da Lippincott's Monthly Magazine, Ward, Lock and Company, publicou uma coleção de romances completos da revista, que incluía o de Wilde.

### Romance de 1891

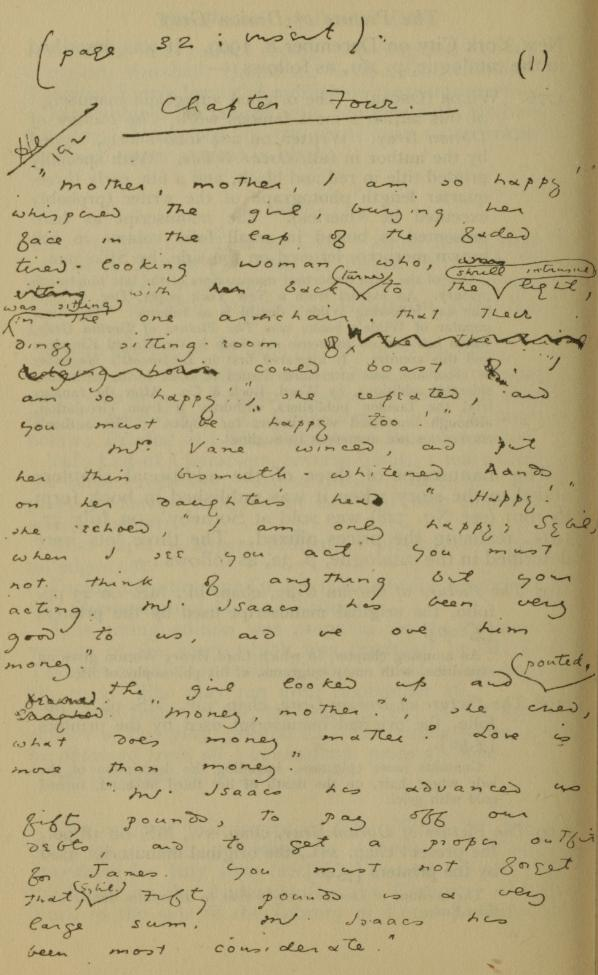
Manuscrito original de um dos novos capítulos do romance de 1891, aqui rotulado capítulo 4 mas iria acabar sendo o capítulo 5

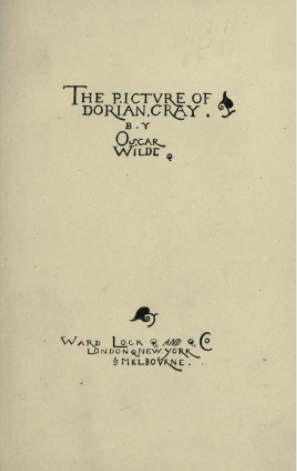
A folha de rosto da edição de 1891 da Ward Lock & Co de The Picture of Dorian Gray com letras decorativas, desenhadas por Charles Ricketts

Para o romance mais completo de 1891, Wilde manteve as edições de Stoddart e fez algumas de sua autoria, enquanto expandindo o texto de treze para vinte capítulos e adicionou o famoso prefacio do livro. Os capítulos 3, 5 e 15–18 são novos, e o capítulo 13 da edição da revista foi dividido em capítulos 19 e 20 para o romance. Revisões incluíram mudanças nos diálogos de personagens bem como a adição do prefácio, mais cenas e capítulos, e o irmão de Sibyl Vane, James Vane.
As edições foram interpretadas como tendo sido feitas em resposta às críticas, mas Wilde negou isso em seus julgamentos de 1895, apenas cedendo o que o crítico Walter Pater, a quem Wilde respeitava, escreveu em várias cartas para ele "e em consequência do que ele disse eu modifiquei uma passagem" que era "suscetível de má interpretação". Várias edições envolveram obscurecer referências homoeróticas, para simplificar a mensagem moral da história. Na edição da revista (1890), Basil diz a Lord Henry como ele "adora" Dorian, e implora que ele não "tire a única pessoa que torna minha vida absolutamente adorável para mim". Na edição da revista, Basil se concentra no amor, enquanto na edição do livro (1891), ele se concentra em sua arte, dizendo a Lord Henry, "a única pessoa que dá à minha arte qualquer charme que ela possa possuir: minha vida como artista depende dele."
As adições textuais de Wilde foram sobre o "desenvolvimento de Dorian como personagem" e fornecendo detalhes de sua ascendência que tornaram seu "colapso psicológico mais prolongado e mais convincente". A introdução do personagem James Vane na história desenvolve o contexto socioeconômico da personagem Sibyl Vane, enfatizando assim o egoísmo de Dorian e prenunciando a percepção precisa de James do caráter essencialmente imoral de Dorian Gray; assim, ele deduziu corretamente a intenção desonrosa de Dorian em relação a Sibyl. A subtrama sobre a antipatia de James Vane por Dorian dá ao romance um tom vitoriano de luta de classes. Com tais mudanças textuais, Oscar Wilde pretendia diminuir a controvérsia moralista sobre o romance The Picture of Dorian Gray.
Em abril de 1891, a editora Ward, Lock and Company, que havia distribuído a versão mais curta e mais inflamatória da revista na Inglaterra no ano anterior, publicou a versão revisada de The Picture of Dorian Gray. Na década após a morte de Wilde, a edição autorizada do romance foi publicada por Charles Carrington.

### Novela "sem censura" de 2011
O texto original datilografado submetido à Lippincott's Monthly Magazine, sediado na UCLA, havia sido amplamente esquecido fora dos estudiosos profissionais de Wilde até a publicação de 2011 de The Picture of Dorian Gray: An Annotated, Uncensored Edition pela Belknap Press. Isso inclui as cerca de 500 palavras de texto excluídas por J. M. Stoddart, o editor inicial da história, antes de sua publicação na Lippincott's em 1890. Por exemplo, em uma cena, Basil Hallward confessa ter adorado Dorian Gray com um "romance de sentimento", e que ele nunca tinha amado uma mulher.

## Prefácio
Seguindo as críticas da edição da revista do romance, a publicação de 1891 de The Picture of Dorian Gray incluiu um prefácio no qual Wilde abordou as críticas e defendeu a reputação de seu romance. O conteúdo, o estilo e a apresentação do prefácio tornaram-no famoso por si só como um manifesto literário e artístico em defesa dos direitos dos artistas e da arte pela arte.
Para comunicar como o romance deveria ser lido, Wilde usou aforismos para explicar o papel do artista na sociedade, o propósito da arte e o valor da beleza. Ele traça a exposição cultural de Wilde ao Taoísmo e para a filosofia de Chuang Tsǔ (Zhuang Zhou). Antes de escrever o prefácio, Wilde havia escrito uma resenha do livro da tradução de Herbert Giles da obra de Zhuang Zhou, e no ensaio The Artist as Critic, Oscar Wilde disse:

## Enredo

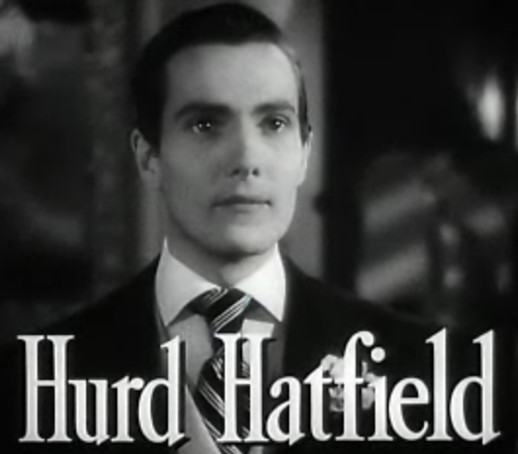
Hurd Hatfield como Dorian Gray no filme The Picture of Dorian Gray (1945).

O Retrato de Dorian Gray inicia em um ensolarado dia de verão na Inglaterra da Era Vitoriana, onde Lord Henry Wotton, um homem opinativo, observa o sensível artista Basil Hallward a pintar o retrato  de Dorian Gray, seu anfitrião, e um lindo jovem que é a musa final de Basil. Depois de ouvir a visão de mundo hedonista de Lord Henry, Dorian começa a pensar que a beleza é o único aspecto da vida que vale a pena seguir, e deseja que o retrato de Basil envelheça em seu lugar.
Sob a influência hedonista de Lord Henry, Dorian explora plenamente a sua sensualidade. Ele descobre a atriz Sibyl Vane, que atua em peças de teatro de Shakespeare num teatro sombrio da classe trabalhadora. Dorian se aproxima e a corteja, e logo propõe casamento. A apaixonada Sibyl o chama de "Príncipe Encantado", e desmaia com a felicidade de ser amada, mas seu irmão protetor, James, um marinheiro, adverte que, se seu "Príncipe Encantado" a magoasse, matá-lo-ia.
Dorian convida Basil e Lord Henry para ver Sibyl atuar em uma peça de teatro. Sibyl, cujo único conhecimento do amor foi através do amor ao teatro, renuncia a sua carreira de atriz para experimentar o amor verdadeiro com Dorian Gray. Desanimado por ela ter abandonado o palco, Dorian rejeita Sibyl, dizendo-lhe que atuar era a sua beleza; sem isso, ela já não era interessante. Ao voltar para casa, Dorian percebe que o retrato foi alterado; seu desejo realizado, e o homem do retrato carrega um sorriso sutil de crueldade.
Conscientemente ferido e solitário, Dorian decide se reconciliar com Sibyl, mas é tarde demais, enquanto Lord Henry informa que Sibyl se matou por engolir ácido cianídrico. Dorian então, entende que, a partir daí, sua vida dirigida pela luxúria e boa aparência seria suficiente. Nos dezoito anos seguintes, as experiências de Dorian, com todos os seus vícios, são influenciados por um romance francês moralmente venenoso, um presente recebido do decadente Lord Henry Wotton.
[A narrativa não revela o título do romance francês, mas em seu julgamento, Wilde disse que o romance Dorian Gray era como ler À rebours ("Contra a Natureza", 1884), de Joris-Karl Huysmans.]
Uma noite, antes de partir para Paris, Basil vai à casa de Dorian lhe perguntar sobre os rumores de seu sensualismo auto-indulgente. Dorian não nega sua devassidão, e leva Basil a um quarto fechado para ver o retrato, que havia se tornado hediondo pela corrupção de Dorian. Na raiva, Dorian culpa seu destino sobre Basil, e o apunhala até morrer. Dorian depois calmamente chantageia um velho amigo, o químico Alan Campbell, para destruir o corpo de Basil Hallward em ácido nítrico.

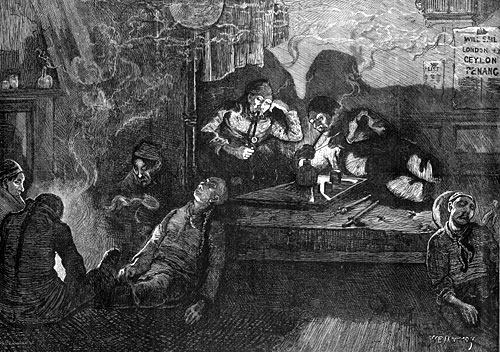
Um antro de ópio do século XIX em Londres (com base em contos fictícios atuais).

Para escapar da culpa de seu crime, Dorian vai para um antigo antro de ópio, onde James Vane está inconscientemente presente. Ao ouvir alguém se referir a Dorian como "Príncipe Encantado", James o procura e tenta atirar em Dorian. Em seu confronto, Dorian engana James ao fazê-lo acreditar que é muito jovem para ter conhecido Sibyl, que se suicidou dezoito anos antes, já que seu rosto ainda é o de um jovem. James cede e libera Dorian, mas depois é abordado por uma mulher do antro de ópio que reprova James por não matar Dorian. Ela confirma que o homem era Dorian Gray e explica que ele não envelheceu em dezoito anos; compreendendo demasiado tarde, James corre atrás de Dorian, que se foi.
Uma noite, durante o jantar em casa, Dorian espiona James rondando a casa. Dorian teme por sua vida. Dias depois, durante uma caçada, um dos caçadores acidentalmente atira e mata James Vane, que estava escondido em um matagal. Ao retornar a Londres, Dorian diz para Lord Henry que irá ser bom a partir de então; sua nova proibidade começa com não partir o coração da ingênua Hetty Merton, o seu interesse romântico atual. Dorian se pergunta se sua bondade recém-descoberta teria revertido a sua corrupção no retrato, mas ele só vê uma imagem mais feia de si mesmo. A partir daí, Dorian entende que seus verdadeiros motivos para o auto-sacrifício de reforma moral foram provocados pela vaidade e a curiosidade pela busca de novas experiências.

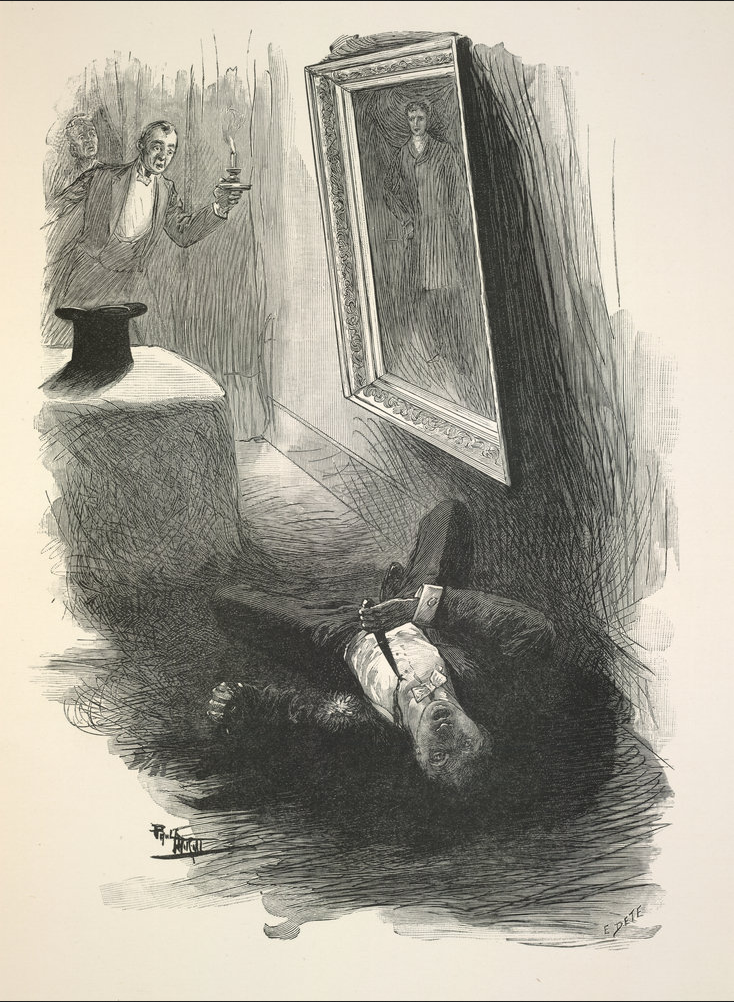
A morte de Dorian Gray (Eugène Dété, após Paul Thiriat)

Decidindo que só a completa confissão iria absolver ele de delitos, Dorian decide destruir o último vestígio de sua consciência. Enfurecido, Dorian pega a faca com que ele assassinou Basil Hallward e apunhala o retrato. 
Os servos da casa acordam ao ouvir um grito do quarto fechado; na rua, os transeuntes também ouvem o grito e chamam a polícia. Ao entrarem na sala trancada, os servos encontram um velho desconhecido, esfaqueado no coração, seu rosto e figura estão secas e decrépitas. Os servos identificam o cadáver desfigurado pelos anéis nos dedos que pertencem ao seu mestre; ao lado deles está o retrato de Dorian Gray, que regressou à sua beleza original.

## Personagens

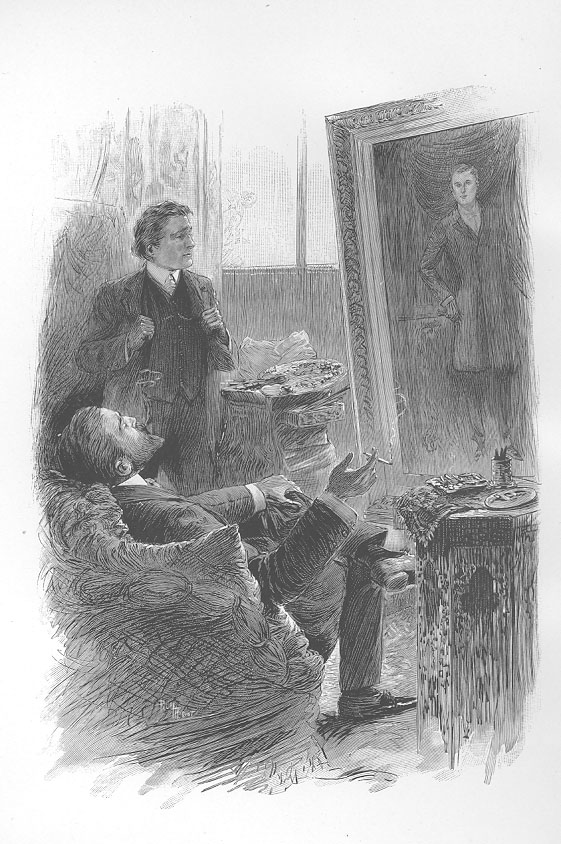
O pintor Basil Hallward e o aristocrata Lord Henry Wotton observam o retrato de Dorian Gray

- Dorian Gray — um jovem atraente e narcisista, encantado com o "novo" hedonismo de Lorde Henry. Ele se entrega a cada prazer (moral e imoral), onde esta vida finalmente o leva à morte.
- Basil Hallward — um homem profundamente moral, o pintor do retrato, e encantado por Dorian, cujo patrocínio impulsa seu potencial como artista. O retrato de Dorian Gray é a obra-prima de Basil.
- Lorde Henry "Harry" Wotton — um arrogante aristocrata e um dândi decadente que defende uma filosofia de hedonismo auto-indulgente. Inicialmente, amigo de Basil, ele o negligencia pela beleza de Dorian. O personagem do espirituoso Lorde Harry é uma crítica da cultura vitoriana no Fin de siècle – da Grã-Bretanha no final do século XIX. A visão de mundo libertina de Lorde Henry corrompe Dorian, que então começa a emulá-lo com sucesso. Para o aristocrata Henry, o artista observador Basil diz: "Você nunca diz algo moral, e você nunca faz algo errado". Lorde Henry tem prazer em impressionar, influenciar e até enganar seus conhecidos (para o propósito pelo qual ele dobra sua considerável sagacidade e eloquência), mas parece não seguir seu próprio conselho hedonista, preferindo estudar a si mesmo com distanciamento científico. Sua característica distintiva é a total indiferença para as consequências de suas ações.
- Sibyl Vane — uma talentosa atriz e cantora, ela é uma pobre, jovem bonita, por quem Dorian se apaixona. Seu amor por Dorian arruína sua capacidade de atuar, porque ela já não encontra mais prazer em retratar o amor ficcional enquanto está experimentando o verdadeiro amor em sua vida. Sibyl se mata ao saber que Dorian não a ama; em que, Lorde Henry a compara com Ofélia em Hamlet.
- James Vane — o jovem irmão de Sibyl, um marinheiro que parte para Austrália. Ele é muito protetor de sua irmã, especialmente porque sua mãe só se preocupa com o dinheiro de Dorian. Acreditando que Dorian possa magoar Sibyl, James hesita em ir embora, e promete vingança sobre Dorian se qualquer coisa acontecer a ela. Depois do suicídio de Sibyl, James torna-se obcecado em matar Dorian, e persegue-o, mas um caçador acidentalmente mata James. A luta do irmão por vingança sobre o amante (Dorian Gray), pela morte de sua irmã (Sibyl) se assemelha aquela vingança de Laertes contra o Príncipe Hamlet.
- Alan Campbell — químico e amigo por um tempo de Dorian, que terminou sua amizade quando a reputação do libertino Dorian desvalorizou tal amizade. Dorian chantageia Alan em destruir o corpo assassinado de Basil Hallward; Campbell depois atira em si mesmo.
- Lorde Fermor — o tio de Lorde Henry, que diz a seu sobrinho, Lorde Henry Wotton, sobre a linhagem da família de Dorian Gray.
- Adrian Singleton — Um jovem amigo de Dorian, a quem ele evidentemente apresentou ao vício do ópio, o qual o induziu a forjar um cheque e o tornou um total pária de sua família e ambiente social.
- Victoria, Lady Wotton — a esposa de Lorde Henry, a quem trata com desdém; ela depois se divorcia dele.

## Temas principais

### Moralidade e influência social
Ao longo do romance, Wilde se aprofunda nos temas de moralidade e influência, explorando como valores sociais, relacionamentos individuais e escolhas pessoais se cruzam para moldar a bússola moral de alguém. Dorian inicialmente cai sob a influência de Lord Henry e "perspectiva narcisista sobre arte e vida", apesar dos avisos de Basil, mas "eventualmente reconhece suas limitações". Por meio do diálogo de Lord Henry, Wilde sugere, como o professor Dominic Manganiello apontou, que a criação de arte exerce a capacidade inata de conjurar impulsos criminosos. A imersão de Dorian nos círculos sociais de elite da Londres vitoriana o expõe a uma cultura de superficialidade e hipocrisia moral. Apoiando essa ideia, Sheldon W. Liebman ofereceu o exemplo da inclusão de Wilde de um grande intelecto psicológico mantido por Lord Henry. Antes da morte de Sybil, Henry também acreditava firmemente na vaidade como a origem da irracionalidade do ser humano. Esse conceito é quebrado para Henry depois que Sybil é encontrada morta, a ironia é que Dorian é a causa de sua morte e seus motivos são exatamente como Lord Henry os ensinou a ele.
O romance apresenta outros relacionamentos que influenciam o modo de vida de Dorian e sua percepção do mundo, provando a influência da sociedade e seus valores em uma pessoa. Enquanto Lord Henry é claramente uma persona que fascina e captura a atenção de Dorian, Manganiello também sugere que Basil também é uma pessoa que pode "evocar uma mudança de coração" em Dorian. Entretanto, neste ponto do romance, Dorian passou muito tempo sob a proteção de Lord Henry e ignora Basil por "adequação", levando Basil a afirmar que o homem não tem alma, mas a arte tem. A jornada de Dorian serve como um conto de advertência sobre os perigos de sucumbir às tentações do hedonismo e do relativismo moral, destacando a importância da responsabilidade pessoal e da prestação de contas moral ao navegar pelas complexidades da existência humana.

### Homoerotismo e papéis de gênero
A representação do homoerotismo no romance é sutil, mas presente, manifestando-se por meio de interações entre personagens masculinos de uma forma que desafia as rígidas normas sociais da Inglaterra vitoriana. O romance começa com uma conversa entre Lord Henry e Basil, onde Basil revela sua admiração artística por Dorian, preparando o cenário para uma história com temas como beleza, arte e as consequências da vaidade. A interação introduz os personagens e prenuncia o relacionamento complicado entre o artista e sua musa.
Estudiosos observaram que Wilde possivelmente escolheu o nome do protagonista, Dorian, em referência aos dórios da Grécia antiga, considerados os primeiros a introduzir rituais de iniciação masculina entre pessoas do mesmo sexo na cultura grega antiga, sendo uma alusão ao amor grego.
Da mesma forma, os papéis de gênero influenciam os relacionamentos entre os personagens e formam suas expectativas e comportamentos; em particular, as expectativas de masculinidade e a crítica ao ideal vitoriano de masculinidade são vistas ao longo da narrativa. Dorian, com sua eterna juventude e beleza, desafia os papéis masculinos tradicionais e a lenta decadência de seu retrato reflete o engano das expectativas sociais. Além disso, as poucas personagens femininas na história, como Sybil, são retratadas de maneiras que criticam os papéis limitados e os julgamentos severos reservados às mulheres durante aquela era. A exploração desses temas no romance fornece comentários sobre as estruturas da sociedade vitoriana, revelando o lado performático dos papéis de gênero que restringem e definem homens e mulheres.

## Influências e alusões

### A própria vida de Wilde
Wilde escreveu em uma carta de 1894:
Hallward é suposto ter sido formado após o pintor Charles Haslewood Shannon. Os estudiosos geralmente aceitam que Lord Henry é parcialmente inspirado pelo amigo de Wilde, Lord Ronald Gower. Supôs-se que a inspiração de Wilde para Dorian Gray foi o poeta John Gray, mas Gray se distanciou do rumor. Alguns acreditam que Wilde usou Robert de Montesquiou na criação de Dorian Gray.

### A República
No Livro II de Platão, A República, Glauco e Adimanto apresentam o mito do Anel de Giges, por meio do qual Giges fez-se invisível. Eles, então, perguntam a Sócrates: "Se alguém possuir tal anel, por que deveria agir com justiça?" Sócrates responde que, embora ninguém possa ver o corpo, a alma está desfigurada pelos males que alguém comete. A alma desfigurada e corrompida (antítese de uma bela alma) é desequilibrada e desordenada, e em si não é desejável, independentemente de qualquer vantagem decorrente agindo injustamente. O retrato de Dorian Gray é o meio pelo qual as outras pessoas, como seu amigo Basil Hallward, podem ver a alma distorcida de Dorian.

### Tannhäuser
Dorian atende uma encenação de Tannhäuser, de Richard Wagner, e a narrativa identifica Dorian com o protagonista da ópera. A beleza perturbadora e a semelhança temática entre a ópera e O Retrato de Dorian Gray. Com base em uma figura histórica medieval, Tannhäuser é um cantor cuja arte é tão bonita que Vênus se apaixona por ele. A deusa romana do amor, em seguida, lhe oferece a vida eterna com ela, e Tannhäuser aceita, mas ele se torna insatisfeito com a vida ao lado de Vênus, e retorna para a difícil realidade do mundo mortal. Depois de participar de um concurso de canto, Tannhäuser é censurado pela sensualidade de sua arte; no fim ele morre em busca de arrependimento e do amor de uma boa mulher.

### Fausto
Sobre o herói literário, o autor Oscar Wilde disse: "em cada primeiro romance o herói é o autor como Cristo ou Fausto". Como a lenda de Fausto, em O Retrato de Dorian Gray, uma tentação (a beleza sem idade) é colocada antes do protagonista, que se entrega. Em cada história, o protagonista seduz uma mulher bonita para amá-lo, e em seguida, destrói sua vida. No prefácio do romance (1891), Wilde disse que a noção por trás do conto é "velha na história da literatura", mas era um assunto temático para qual havia "dado uma nova forma".
Ao contrário do acadêmico Fausto, o cavalheiro Dorian não faz nenhum pacto com o Diabo, que é representado pelo cínico hedonista Lorde Henry, que apresenta a tentação que irá arruinar a virtude e inocência que Dorian possui no início da história. Durante todo o tempo, Lorde Henry parece ignorar o efeito de suas ações sobre o jovem; e assim levianamente aconselha Dorian que "a única maneira de se livrar de uma tentação é se entregando a ela. Resista, e sua alma crescerá doente de desejo". Como tal, o diabólico Lorde Henry "leva Dorian para um pacto profano, através da manipulação de sua inocência e insegurança".

### Shakespeare
No prefácio de O Retrato de Dorian Gray (1891), Wilde fala do personagem sub-humano Caliban de A Tempestade. No capítulo sete, ele escreve: "Ele se sentiu como se tivesse vindo procurar Miranda e tivesse sido recebido por Caliban".
Quando Dorian diz a Lorde Henry, sobre seu novo amor, Sibyl Vane, ele menciona as peças de Shakespeare em que ela já atuou, e se refere a ela pelo nome da heroína de cada peça. Mais tarde, Dorian fala de sua vida, citanto Hamlet, em que o personagem homônimo impele sua potencial pretendente (Ofélia) à loucura e possivelmente ao suicídio, e pede a seu irmão (Laertes) jurar vingança mortal.

### Joris-Karl Huysmans
O anônimo "romance francês moralmente venenoso" que leva Dorian para sua queda é uma variante temática de À rebours (1884), de Joris-Karl Huysmans. Na biografia Oscar Wilde (1989), o crítico literário Richard Ellmann disse:
Wilde não cita o livro, mas em seu julgamento ele admitiu que era, ou quase [era] À rebours de Huysmans ... para um correspondente, ele escreveu que havia atuado em uma "variação fantástica" sobre À rebours, e que algum dia iria anotá-la. As referências em Dorian Gray para capítulos específicos são deliberadamente imprecisas.

### Possível influência de Disraeli
Alguns comentaristas têm sugerido que O Retrato de Dorian Gray foi influenciado pelo primeiro romance do primeiro-ministro britânico Benjamin Disraeli (publicado anonimamente) Vivian Gray (1826), como "uma espécie de homenagem de um estranho para outro". O nome do interesse amoroso de Dorian Gray, Sibyl Vane, pode ser uma fusão modificada do título do romance mais conhecido de Disraeli (Sybil) e o interesse amoroso de Vivian Grey, Violet Fane, que, como Sibyl Vane, morre tragicamente. Há também uma cena em Vivian Gray em que os olhos no retrato de um "belo ser" se movem quando seu modelo morre.

## Reações

### Resposta contemporânea
Mesmo maltratado, The Picture of Dorian Gray ofendeu a sensibilidade moral dos críticos de livros britânicos, a ponto de, em alguns casos, dizerem que Wilde merecia ser acusado por violar as leis que protegem a moralidade pública.
Na edição de 30 de junho de 1890 do Daily Chronicle, os críticos literários disseram que o romance de Wilde contém "um elemento... que manchará toda mente jovem que entrar em contato com ele". Na edição de 5 de julho de 1890 do Scots Observer, um revisor perguntou: "Por que Oscar Wilde deve 'ir cavar em montes de sujeira?'" O crítico literário do The Irish Times disse: The Picture of Dorian Gray foi "publicado pela primeira vez para algum escândalo." Tais revisões de livros alcançaram para o romance uma "certa notoriedade por ser 'mau e nauseante', 'impuro', 'efeminado' e 'contaminante'." Tal escândalo moralista surgiu do homoerotismo do romance, que ofendeu a sensibilidade (social, literária e estética) dos críticos literários vitorianos. A maioria das críticas era, no entanto, pessoal, atacando Wilde por ser um hedonista com valores que se desviavam da moralidade convencionalmente aceita da Grã-Bretanha Vitoriana.
Em resposta para tais críticas, Wilde defendeu agressivamente seu romance e a santidade da arte em sua correspondência com a imprensa britânica. Wilde também obscureceu o homoerotismo da história e expandiu o histórico pessoal dos personagens na edição do livro de 1891.
Devido à controvérsia, a cadeia de varejo W H Smith, então a maior livraria da Grã-Bretanha, retirou todas as cópias da edição de julho de 1890 da Lippincott's Monthly Magazine de suas livrarias nas estações ferroviárias.
Nos julgamentos de Wilde em 1895, o livro foi chamado de "romance pervertido" e passagens (da versão da revista) foram lidas durante o interrogatório. A associação do livro com os julgamentos de Wilde prejudicou ainda mais a reputação do livro. Na década após a morte de Wilde em 1900, a edição autorizada do romance foi publicada por Charles Carrington, que era especializado em literatura erótica.

### Resposta moderna
Em uma revisão de 2009, o crítico moderno Robin McKie considera o romance como sendo tecnicamente medíocre, dizendo que a vaidade do enredo havia garantido sua fama, mas o dispositivo nunca é levado ao máximo. Por outro lado, em março de 2014, Robert McCrum, do The Guardian, listou-o entre os 100 melhores romances já escritos em inglês, chamando-o de "um exercício impressionante e um pouco exagerado no gótico vitoriano tardio".

## Legado e adaptações

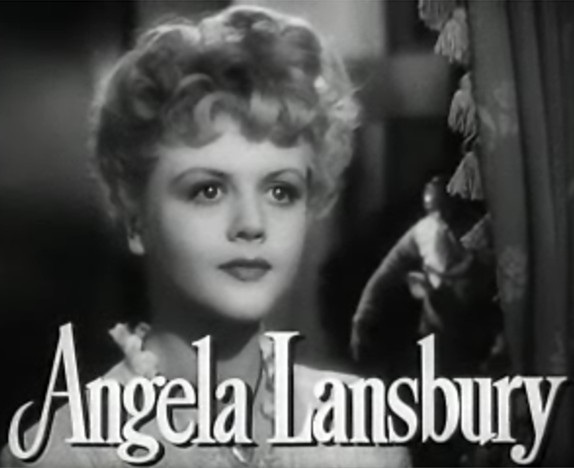
Angela Lansbury como Sibyl Vane na adaptação fílmica The Picture of Dorian Gray (1945). Lansbury foi nomeada para o Academy Award de Melhor Atriz Secundária por sua performance.

Embora inicialmente não fosse um componente amplamente apreciado do corpo de trabalho de Wilde após sua morte em 1900, The Picture of Dorian Gray atraiu um grande interesse acadêmico e popular, e tem sido objeto de muitas adaptações para o cinema e teatro.
Em 1913, foi adaptado ao palco pelo escritor G. Constant Lounsbery no Vaudeville Theatre de Londres. Na mesma década, foi objeto de várias adaptações para o cinema mudo. Talvez a adaptação cinematográfica mais conhecida e elogiada pela crítica seja The Picture of Dorian Gray, de 1945, que ganhou um Academy Award de melhor fotografia em preto e branco, bem como uma indicação de Melhor Atriz Secundária para Angela Lansbury, que interpretou Sibyl Vane.
Em 2003, Stuart Townsend interpretou Dorian Gray no filme League of Extraordinary Gentlemen. Em 2009, o romance foi livremente adaptado para o filme Dorian Gray, estrelado por Ben Barnes como Dorian e Colin Firth como Lord Henry.
O Dorian Award é nomeado em homenagem a Wilde, em referência a O Retrato de Dorian Gray; o prêmio original era um certificado simples com uma imagem de Wilde junto com um gráfico de mãos segurando uma gravata borboleta preta. O primeiro Dorian Awards foi anunciado em janeiro de 2010 (nomeados foram revelados no mês anterior).

### Lista de edições selecionadas
Edições incluem:
- The Picture of Dorian Gray (Oxford: Oxford World's Classics, 2008) ISBN 9780199535989. Editado com uma introdução e notas por Joseph Bristow. Baseado edição do livro de 1891.[61]
- The Uncensored Picture of Dorian Gray (Belknap Press, 2011) ISBN 9780674066311. Editado com uma introdução por Nicholas Frankel. Esta edição apresenta o texto datilografado sem censura da versão de revista de 1890.[62]
- The Picture of Dorian Gray (Nova Iorque: Norton Critical Editions, 2006) ISBN 9780393927542. Editado com uma introdução e notas por Michael Patrick Gillespie. Apresenta a edição de revista de 1890 e a edição do livro de 1891 lado a lado.[63]
- The Picture of Dorian Gray (Harmondsworth: Penguin Classics, 2006), ISBN 9780141442037. Editado com uma introdução e notas por Robert Mighall. Inclui como um apêndice a introdução de Peter Ackroyd para a edição de 1986 da Penguin Classics. Ele reproduz a edição do livro de 1891.[64]
- The Picture of Dorian Gray (Broadview Press, 1998) ISBN 978-1-55111-126-1. Editado com uma introdução e notas por Norman Page. Baseado na edição do livro de 1891.[65]